# Shituru
Shituru är ett dagbrott i staden Likasi i Kongo-Kinshasa. Det ligger i provinsen Haut-Katanga, i den södra delen av landet, 1 500 km sydost om huvudstaden Kinshasa. I dagbrottet bröts 445 000 ton koppar mellan 1919 och 1954; därefter har ytterligare koppar utvunnits ur varphögar.